# Predikherenhof
Het Predikherenhof is een landhuis in de tot de gemeente Gent behorende plaats Zwijnaarde, gelegen aan Heistraat 16-18.
Het is een kasteeltje dat in 1909 werd gebouwd en ontworpen is door Valentin Vaerwyck in neorococostijl. Het kasteeltje draagt het wapenschild van de familie Van Pottelberghe de la Potterie. Het is gedeeltelijk omgracht en ligt in een mooi park. Daarin bevinden zich ook de dienstgebouwen en koetshuizen van 1909.